# Changhai
Changhai är en ögrupp och ett härad som lyder under Dalians stad på prefekturnivå i Liaoning-provinsen i nordöstra Kina.